# Partecipanti alla Settimana Ciclistica Italiana 2021
Elenco dei partecipanti alla Settimana Ciclistica Italiana 2021.
La Settimana Ciclistica Italiana 2021 è stata la prima edizione della corsa. Alla competizione presero parte 21 squadre, ciascuna delle quali composta da un massimo di sette corridori, per un totale di 144 ciclisti.

## Corridori per squadra
Nota: R ritirato, NP non partito, FT fuori tempo, SQ squalificato
| Italia                     | Italia                     | Italia                     | Bahrain Victorious          | Bahrain Victorious          | Bahrain Victorious          | Bora-Hansgrohe                | Bora-Hansgrohe                | Bora-Hansgrohe                |
| -------------------------- | -------------------------- | -------------------------- | --------------------------- | --------------------------- | --------------------------- | ----------------------------- | ----------------------------- | ----------------------------- |
| 1                          | Elia Viviani               | 73°                        | 11                          | Damiano Caruso              | NP 4ª                       | 21                            | Pascal Ackermann              | 57°                           |
| 2                          | Michele Scartezzini        | 111°                       | 12                          | Jonathan Milan              | 85°                         | 22                            | Marcus Burghardt              | 43°                           |
| 3                          | Filippo Ganna              | 50°                        | 13                          | Domen Novak                 | 51°                         | 23                            | Felix Großschartner           | 4°                            |
| 4                          | Alberto Bettiol            | NP 4ª                      | 14                          | Mark Padun                  | 11°                         | 24                            | Juraj Sagan                   | 98°                           |
| 5                          | Gianni Moscon              | NP 4ª                      | 15                          | Santiago Buitrago           | 15°                         | 25                            | Giovanni Aleotti              | 3°                            |
| 6                          | Giulio Ciccone             | NP 4ª                      | 16                          | Stephen Williams            | 39°                         | 26                            | Anton Palzer                  | 35°                           |
| 7                          | Fausto Masnada             | NP 4ª                      | 17                          | Gino Mäder                  | NP 4ª                       |                               |                               |                               |
| Israel Start-Up Nation     | Israel Start-Up Nation     | Israel Start-Up Nation     | Movistar Team               | Movistar Team               | Movistar Team               | Team BikeExchange             | Team BikeExchange             | Team BikeExchange             |
| 31                         | Ben Hermans                | 8°                         | 41                          | Dario Cataldo               | 31°                         | 51                            | Tanel Kangert                 | 16°                           |
| 32                         | Sep Vanmarcke              | 2°                         | 42                          | Gabriel Cullaigh            | 69°                         | 52                            | Sam Bewley                    | 108°                          |
| 33                         | Guy Sagiv                  | 83°                        | 43                          | Iñigo Elosegui              | 60°                         | 53                            | Alexander Edmondson           | NP 1ª                         |
| 34                         | Krists Neilands            | NP 5ª                      | 44                          | Juri Hollmann               | 49°                         | 54                            | Tsgabu Grmay                  | 30°                           |
| 35                         | Guy Niv                    | 40°                        | 45                          | Sergio Samitier             | 6°                          | 55                            | Andrey Zeits                  | 10°                           |
| 36                         | Rudy Barbier               | 97°                        | 46                          | Davide Villella             | 5°                          | 56                            | Barnabás Peák                 | NP 5ª                         |
| 37                         | Sebastian Berwick          | 34°                        | 47                          | Lluís Mas                   | 19°                         | 57                            | Jack Bauer                    | 38°                           |
| UAE Team Emirates          | UAE Team Emirates          | UAE Team Emirates          | Androni Giocattoli-Sidermec | Androni Giocattoli-Sidermec | Androni Giocattoli-Sidermec | Bardiani-CSF-Faizanè          | Bardiani-CSF-Faizanè          | Bardiani-CSF-Faizanè          |
| 61                         | Yousif Mirza               | 117°                       | 71                          | Jefferson Alexander Cepeda  | 29°                         | 81                            | Enrico Battaglin              | 23°                           |
| 62                         | Aljaksandr Rabušėnka       | 12°                        | 72                          | Matteo Malucelli            | 93°                         | 82                            | Giovanni Visconti             | R 3ª                          |
| 63                         | Diego Ulissi               | 1°                         | 73                          | Santiago Umba               | 14°                         | 83                            | Johnatan Cañaveral            | 55°                           |
| 64                         | Cristian Camilo Muñoz      | 58°                        | 74                          | Simon Pellaud               | 21°                         | 84                            | Luca Covili                   | 45°                           |
| 65                         | Joe Dombrowski             | 42°                        | 75                          | Jhonatan Restrepo           | 36°                         | 85                            | Filippo Fiorelli              | 56°                           |
| 66                         | Rui Oliveira               | 79°                        | 76                          | Mattia Bais                 | 22°                         | 86                            | Alessandro Monaco             | 86°                           |
| 67                         | Ryan Gibbons               | 18°                        | 77                          | Andrij Ponomar              | 27°                         | 87                            | Daniel Savini                 | 72°                           |
| Delko                      | Delko                      | Delko                      | Eolo-Kometa Cycling Team    | Eolo-Kometa Cycling Team    | Eolo-Kometa Cycling Team    | Euskaltel-Euskadi             | Euskaltel-Euskadi             | Euskaltel-Euskadi             |
| 31                         | Alexandre Delettre         | R 4ª                       | 121                         | Arturo Grávalos             | 84°                         | 211                           | Ibai Azurmendi                | 90°                           |
| 32                         | Eduard Prades              | 48°                        | 122                         | Luca Wackermann             | 66°                         | 212                           | Dzmitry Zhyhunou              | 122°                          |
| 33                         | Lucas De Rossi             | 89°                        | 123                         | Davide Bais                 | 76°                         | 213                           | Mikel Aristi                  | 121°                          |
| 34                         | Delio Fernández            | 46°                        | 124                         | Mattia Frapporti            | 107°                        | 214                           | Garikoitz Bravo               | 65°                           |
| 35                         | Evaldas Šiškevičius        | 71°                        | 125                         | Francesco Gavazzi           | 53°                         | 215                           | Julen Irizar                  | 17°                           |
| 36                         | Alessandro Fedeli          | 41°                        | 126                         | Luca Pacioni                | 75°                         | 216                           | Juan José Lobato              | R 4ª                          |
| 37                         | August Jensen              | NP 4ª                      | 127                         | Alejandro Ropero            | 44°                         | 217                           | Mikel Alonso                  | 109°                          |
| Gazprom-RusVelo            | Gazprom-RusVelo            | Gazprom-RusVelo            | Sport Vlaanderen-Baloise    | Sport Vlaanderen-Baloise    | Sport Vlaanderen-Baloise    | Team Arkéa-Samsic             | Team Arkéa-Samsic             | Team Arkéa-Samsic             |
| 121                        | Pavel Kočetkov             | NP 4ª                      | 131                         | Alex Colman                 | 59°                         | 141                           | Miguel Eduardo Flórez         | 32°                           |
| 122                        | Ivan Rovnyj                | R 3ª                       | 132                         | Rune Herregodts             | 52°                         | 142                           | Maxime Bouet                  | 13°                           |
| 123                        | Evgenij Šalunov            | 61°                        | 133                         | Sasha Weemaes               | 104°                        | 143                           | Romain Hardy                  | R 5ª                          |
| 124                        | Il'nur Zakarin             | 9°                         | 134                         | Cédric Beullens             | NP 5ª                       | 144                           | Laurent Pichon                | 33°                           |
| 125                        | Marco Canola               | 47°                        | 135                         | Sander De Pestel            | 77°                         | 145                           | Diego Rosa                    | 80°                           |
| 126                        | Dmitrij Strachov           | 67°                        | 136                         | Julian Mertens              | 63°                         | 146                           | Łukasz Owsian                 | 20°                           |
| 127                        | Igor' Boev                 | 113°                       | 137                         | Aaron Verwilst              | 62°                         | 147                           | Matis Louvel                  | 25°                           |
| Uno-X Pro Cycling Team     | Uno-X Pro Cycling Team     | Uno-X Pro Cycling Team     | Vini Zabù                   | Vini Zabù                   | Vini Zabù                   | Amore & Vita                  | Amore & Vita                  | Amore & Vita                  |
| 151                        | Jonas Abrahamsen           | 54°                        | 161                         | Simone Bevilacqua           | 118°                        | 171                           | Vladislav Zubar               | R 1ª                          |
| 152                        | Erlend Blikra              | 96°                        | 162                         | Mattia Bevilacqua           | 115°                        | 173                           | Marco Tizza                   | 64°                           |
| 153                        | Sindre Kulset              | 88°                        | 163                         | Edoardo Zardini             | R 3ª                        | 175                           | Paolo Totò                    | 78°                           |
| 154                        | Lars Saugstad              | 99°                        | 164                         | Marco Frapporti             | 100°                        | 176                           | Davide Appollonio             | 68°                           |
| 155                        | Anders Skaarseth           | 101°                       | 165                         | Riccardo Stacchiotti        | 95°                         | 177                           | Stefano Pirazzi               | 106°                          |
| 156                        | Søren Wærenskjold          | 114°                       | 166                         | Jakub Mareczko              | R 5ª                        |                               |                               |                               |
| 157                        | Sakarias Koller Løland     | 112°                       | 167                         | Alessandro Iacchi           | 105°                        |                               |                               |                               |
| Giotti Victoria-Savini Due | Giotti Victoria-Savini Due | Giotti Victoria-Savini Due | MG.K Vis VPM                | MG.K Vis VPM                | MG.K Vis VPM                | Work Service-Marchiol-Dynatek | Work Service-Marchiol-Dynatek | Work Service-Marchiol-Dynatek |
| 181                        | Paolo Simion               | 92°                        | 191                         | Paul Wright                 | 91°                         | 201                           | Davide Rebellin               | 28°                           |
| 182                        | Kristian Yustre            | 102°                       | 192                         | Paul Double                 | 7°                          | 202                           | Christian Danilo Pase         | 103°                          |
| 183                        | Emil Dima                  | 120°                       | 193                         | Niccolò Salvietti           | 116°                        | 203                           | Giacomo Garavaglia            | 26°                           |
| 184                        | Emanuele Onesti            | 82°                        | 194                         | Raffaele Radice             | 81°                         | 204                           | Raul Colombo                  | 37°                           |
| 185                        | Adriano Brogi              | 70°                        | 195                         | Edoardo Martinelli          | R 4ª                        | 205                           | Francesco Zandri              | 87°                           |
| 186                        | Andrea Guardini            | 110°                       | 196                         | Francesco Di Felice         | R 3ª                        | 206                           | Stefano Di Benedetto          | 94°                           |
| 187                        | Iuri Filosi                | 24°                        | 197                         | Fabio Di Guglielmo          | 119°                        | 207                           | Federico Burchio              | 74°                           |

### Legenda
| Legenda        | Legenda | Legenda        | Legenda                                                  |
| -------------- | --- | -------------- | -------------------------------------------------------- |
| Dorsale        | Dorsale di partenza del ciclista | Posizione      | Posizione finale nella classifica generale               |
| Maglia azzurra | Indica il vincitore della classifica generale                                                                                        | Maglia verde   | Indica il vincitore della classifica dei GPM             |
| Maglia bianca  | Indica il vincitore della classifica a punti                                                                                         | Maglia arancio | Indica il vincitore della classifica dei giovani         |
| NP             | Indica un ciclista che non è ripartito in una tappa la mattina                                                                       | R              | Indica un ciclista che si è ritirato in una tappa        |
| FTM            | Indica un ciclista che ha concluso una tappa fuori tempo, ossia ha impiegato più tempo rispetto a quanto stabilito dal tempo massimo | EX             | Corridore escluso per non aver rispettato il regolamento |

## Corridori per nazione
Le nazionalità rappresentate nella manifestazione sono 31; in tabella il numero dei ciclisti suddivisi per la propria nazione di appartenenza:
| Numero ciclisti | Nazione |
| --------------- | --- |
| 57              | Italia |
| 13              | Spagna |
| 9               | Belgio |
| 8               | Norvegia |
| 7               | Colombia, Francia |
| 6               | Russia |
| 4               | Germania |
| 3               | Gran Bretagna, Nuova Zelanda, Ucraina |
| 2               | Australia, Bielorussia, Israele, Svizzera |
| 1               | Austria, Ecuador, Estonia, Etiopia, Ungheria, Kazakistan, Lettonia, Lituania, Polonia, Portogallo, Romania, Slovacchia, Slovenia, Sudafrica, Emirati Arabi Uniti, Stati Uniti |